# وادیسواف کاراش
وادیسواف کاراش (انگلیسی: Władysław Karaś؛ ۳۱ اوت ۱۸۹۳ – ۲۸ مهٔ ۱۹۴۲) ورزشکار ورزش تیراندازی اهل لهستان بود.
وی در مسابقات کشوری و بین‌المللی در مجموع برندهٔ ۱ مدال برنز شده‌است.